# Haskell, Texas
Haskell är en stad i den amerikanska delstaten Texas med en folkmängd som uppgår till 3 322 invånare (2010). Haskell är administrativ huvudort i Haskell County.

## Kända personer från Haskell
- Rick Perry, politiker